# 경안군 및 임창군 묘
경안군 및 임창군묘는 경기도 고양시 덕양구 대자동에 있는 조선시대의 무덤이다. 1986년 6월 16일 고양시의 향토문화재 제5호로 지정되었다.

## 같이 보기
- 경안군

## 참고 문헌
- 경안군 및 임창군묘 - 고양시의 문화관광 - 향토유적